# Katov (Moravia meridionale)
Katov (in tedesco Kattow) è un comune della Repubblica Ceca facente parte del distretto di Brno-venkov, in Moravia Meridionale.